# Lola Bañon i Castellón
Lola Bañon i Castellón (Benetússer, 1964) és una periodista, professora de Comunicació Corporativa i Relacions Institucionals la Universitat de València i doctora en Comunicació. El 2017 va rebre el premi Defensa dels Drets Humans de l'organització Amnistia Internacional.
Bañon va començar a treballar el 1989 als serveis informatius de Canal 9, i a partir de la primera Guerra del Golf (1990-1991) va passar a ocupar-se de la secció internacional. Després del seu primer viatge a Palestina el 1995, hi ha tornat en més de cinquanta ocasions i n'ha escrit cròniques i realitzat entrevistes, entre elles diverses al premi Nobel de la Pau Iàssir Arafat.

## Obra publicada
- Palestinos (Editorial Planeta, 2002)[5]